# Champagne-en-Valromey
Champagne-en-Valromey es una comuna francesa situada en el departamento de Ain, de la región de Auvernia-Ródano-Alpes.

## Demografía
| 717 | 704 | 695 | 720 | 687 | 714 | 667 | 674 | 766 | 805 | 816 |
| Para los censos de 1962 a 1999 la población legal corresponde a la población sin duplicidades (Fuente: INSEE [Consultar]) |     |     |     |     |     |     |     |     |     |     |